# Irène Jacob
Irène Marie Jacob (sinh ngày 15 tháng 7 năm 1966) là nữ diễn viên Pháp gốc Thụy Sĩ, được coi là một trong những nữ diễn viên Pháp ưu việt của thế hệ của mình. Cô nổi danh qua hai bộ phim The Double Life of Véronique (1991, giành ba giải tại Liên hoan phim Cannes, cô giành giải nữ diễn viên xuất sắc nhất) và Ba màu: Đỏ (Three Colors: Red - đề cử giải Cành cọ vàng, và 3 giải Oscar, năm 1994) của đạo diễn Krzysztof Kieślowski, phim Beyond the Clouds (1995, giải FIPRESCI tại Liên hoan phim Venice, 1 giải David di Donatello của Ý) và phim Othello (1995, phim chuyển thể kịch của William Shakespeare).

## Danh mục phim
| Năm  | Tên                                | Vai                            | Ghi chú |
| ---- | ---------------------------------- | ------------------------------ | --- |
| 1987 | Au revoir, les enfants             | Mlle Davenne                   | English: Goodbye, Children |
| 1988 | La Bande des quatre                | Marine                         | English: The Gang of Four |
| 1989 | Erreur de jeunesse                 | Anne                           | |
| 1989 | Les Mannequins d'osier             | Marie                          | |
| 1989 | Nick chasseur de têtes             |                                | Television program |
| 1990 | La Veillée                         | Johanna                        | English: The Van Gogh Wake |
| 1991 | Le Secret de Sarah Tombelaine      | Sarah                          | English: The Secret of Sarah Tombelaine |
| 1991 | The Double Life of Véronique       | Weronika/Véronique             | French: La Double vie de Véronique Cannes Film Festival Award for Best Actress César Award Nomination for Best Actress Sant Jordi Best Foreign Actress Award |
| 1992 | Le Moulin de Daudet                | Mme Daudet                     | English: Daudet's Windmill |
| 1992 | Enak                               | Lucille Spaakv                 | |
| 1993 | Claude                             | Beatrice                       | English: Trusting Beatrice |
| 1993 | The Secret Garden                  | Mrs. Lennox/Lilias Craven      | |
| 1993 | Predskazaniye                      | Lyuda                          | English: The Prediction Nika Award Best Actress Nomination                                                                                                   |
| 1994 | Three Colors: Red                  | Valentine Dussaut              | French: Trois couleurs: Rouge César Award Nomination for Best Actress BAFTA Award Nomination for Best Actress                                                |
| 1995 | Victory                            | Alma                           | |
| 1995 | Fugueuses                          | Prune                          | English: Runaways |
| 1995 | Beyond the Clouds                  | The girl                       | French: Al di là delle nuvole |
| 1995 | All Men Are Mortal                 | Regina                         | |
| 1995 | Faire un film pour moi c'est vivre |                                | |
| 1995 | Othello                            | Desdemona                      | |
| 1997 | Incognito                          | Prof. Marieke van den Broeck   | |
| 1998 | Jack's potes                       |                                | |
| 1998 | U.S. Marshals                      | Marie Bineaux                  | |
| 1998 | American Cuisine                   | Gabrielle Boyer                | French: Cuisine américaine |
| 1999 | Cuisine chinoise                   | Patricia                       | |
| 1999 | The Big Brass Ring                 | Cela Brandini                  | |
| 1999 | My Life So Far                     | Aunt Heloise                   | |
| 1999 | History Is Made at Night           | Natasha Scriabina/Anna Belinka | Also known as Spy Games |
| 2000 | L'Affaire Marcorelle               | Agneska                        | English: The Marcorelle Affair |
| 2001 | Letter from an Unknown Woman       | Rose                           | French: Lettre d'une inconnue Television film |
| 2001 | Londinium                          | Fiona Delgrazia                | English: Fourplay |
| 2002 | Mille millièmes                    | Julie                          | The Landlords |
| 2003 | La Légende de Parva                | Voice of La mère de Parva      | |
| 2003 | Nés de la mère du monde            | Clara Sidowski                 | Television film |
| 2004 | The Pornographer: A Love Story     |                                | |
| 2004 | Automne                            | Michelle                       | English: Autumn |
| 2004 | Nouvelle-France                    | Angélique de Roquebrune        | English: Battle of the Brave |
| 2006 | La Educación de las hadas          | Ingrid                         | English: The Education of Fairies |
| 2007 | The Inner Life of Martin Frost     | Claire Martin                  | |
| 2007 | Nessuna qualità agli eroi          | Anne                           | English: Fallen Heroes |
| 2008 | The Dust of Time                   | Eleni                          | Directed by Theo Angelopoulos |
| 2009 | The French Kissers                 | Aurore's mother                | French: La mère d'Aurore |
| 2010 | Rio Sex Comedy                     | Irène                          | |